# Vidéki ballada az amerikai álomról (film)
A Vidéki ballada az amerikai álomról (eredeti cím: Hillbilly Elegy) 2020-ban bemutatott amerikai életrajzi filmdráma, amelyet Vanessa Taylor forgatókönyvéből Ron Howard rendezett, JD Vance 2016-ban megjelent, azonos című emlékirata alapján. A főbb szerepekben Amy Adams, Glenn Close, Gabriel Basso, Haley Bennett, Freida Pinto és Bo Hopkins látható.
Miután 2017-ben megvásárolták Vance könyvének jogait, az Imagine Entertainment bejelentette, hogy Howard lesz a film rendezője. 2019 januárjában a Netflix megszerezte a forgalmazási jogokat, a szereplők nagy része áprilisban csatlakozott, a forgatás pedig júniustól augusztusig tartott Georgiában és Ohióban.
2020. november 11-én, korlátozott számú moziban került bemutatásra, mielőtt 2020. november 24-én a Netflix streaming-szolgáltatáson megjelent volna. Általánosságban negatív véleményeket kapott a kritikusoktól. Close-t jelölték a legjobb női mellékszereplőnek járó Oscar-, Golden Globe- és Screen Actors Guild-díjra, míg Adams Screen Actors Guild-díj jelölést kapott a kiváló női főszereplő alakításáért.
Három jelölést is kapott az Arany Málna díjra: legrosszabb rendezés (Howard), legrosszabb forgatókönyv (Taylor), legrosszabb női mellékszereplő (Close).

## Cselekmény
JD Vance visszatekint gyermekkorára Middletownban, ahol anyja, Beverly „Bev”, valamint anyai nagyszülei (akik Jacksonból származnak) nevelték. 1997-ben a fiatal JD és nővére, Lindsay próbálnak megbirkózni anyjuk drogfüggőségével és kiszámíthatatlan viselkedésével. Egy autós vita során Bev azzal fenyegetőzik, hogy szándékosan balesetet okoz, majd megtámadja JD-t, aki elmenekül egy közeli házhoz. Bev betör az épületbe, hogy elrángassa fiát, de JD hazudik a rendőröknek, hogy megvédje őt a letartóztatástól.
Nem sokkal ezután meghal Bev apja, Papó, ami tovább súlyosbítja Bev állapotát. Kirúgják a munkahelyéről, miután tablettákat lopott és zaklatottan viselkedett, ami egy erőszakos kitöréshez vezet a szomszédság előtt. Több párkapcsolat után Bev feleségül megy új főnökéhez, de nem képes leszokni a drogokról.
JD gyakran tölt időt nagyanyjával, Bonnie „Mamó” Vance-szel, aki megpróbálja kordában tartani lányát. Mamó vonakodva ráveszi JD-t, hogy adjon tiszta vizeletmintát Bev helyett, így megőrizve állását. Később Mamó tüdőgyulladással kórházba kerül. Eközben JD rossz társaságba keveredik; elkezd lógni, inni, drogozni, és barátaival megrongál egy autót – épp Mamó kocsiját. Lindsay szól Mamónak, aki saját felelősségére hazamegy a kórházból, és úgy dönt, magához veszi JD-t, hogy segítse őt visszatérni a helyes útra.
Mamó, bár szigorú, de jószándékú, megpróbálja féken tartani JD viselkedését, miután rajtakapják, hogy ellopott egy grafikus számológépet az iskolai tanulmányaihoz. Figyelmezteti JD-t, valakinek gondoskodnia kell majd a családról, ha ő már nem lesz, és hogy JD-n múlik, mit hoz ki az életébő. JD felismeri, mennyire küzd Mamó, hogy eltartsa őt, ezért munkát vállal, és egyre jobban teljesít az iskolában. Később csatlakozik az Egyesült Államok Tengerészgyalogságához. Mamó halála után hazatér, majd Irakban kezd szolgálni. Katonai szolgálata után a „új GI-törvény” segítségével főiskolára megy.
2011-ben a felnőtt JD három állást vállal, hogy elvégezze a Yale Jogi Egyetemet. Reméli, hogy gyakornoki állást kap Washingtonban, barátnője, Usha támogatásával. Azonban nővére, Lindsay felhívja azzal a hírrel, hogy Bev túladagolta magát heroinnal. Hazautazva Middletownba, JD nehezen talál rehabilitációs intézményt anyja számára. Közben egy utolsó esélyt kap, hogy másnap reggel állásinterjún vegyen részt. Bár érzelmileg túlterhelt, JD elutasítja Usha segítségét, és megpróbál egyedül megbirkózni a helyzettel.
Bev elutasítja a rehabilitációra való visszatérést, emiatt legutóbbi barátja kidobja őt a lakásából. Mivel Lindsay már a saját családját neveli, JD elviszi Bevet egy motelbe, de ott rajtakapja, ahogy heroint használ a fürdőszobában. Miután elkapja tőle a tűt, JD könyörög neki, hogy ne adja fel az életét, majd Bevet Lindsay-re bízza, és elindul New Havenbe. Útközben felhívja Ushát, aki végig vele marad telefonon, miközben átvezeti az éjszakán. Reggel meglepi Ushát azzal, hogy még időben megérkezik az állásinterjúra.
Az epilógusból kiderül, hogy JD diplomát szerzett a Yale-en, és kiadta az emlékiratait. Feleségül vette Ushát, gyerekeik születtek, és visszaköltöztek Ohióba, hogy közel legyenek a családhoz, beleértve Lindsay-t és Bevet is, aki azóta már hat éve józan.

## Szereplők
| Szerep              | Színész                  | Magyar hang         |
| ------------------- | ------------------------ | ------------------- |
| JD Vance            | Gabriel Basso            | Király Dániel       |
| JD Vance            | Owen Asztalos (fiatalon) | Kálmán Barnabás     |
| Beverly „Bev” Vance | Amy Adams                | Ruttkay Laura       |
| Beverly „Bev” Vance | Tierney Smith (fiatalon) |                     |
| Bonnie „Mamó” Vance | Glenn Close              | Kútvölgyi Erzsébet  |
| Bonnie „Mamó” Vance | Sunny Mabrey (fiatalon)  | Mentes Júlia        |
| Lindsay Vance       | Haley Bennett            | Szilágyi Csenge     |
| Usha Vance          | Freida Pinto             | Ligeti Kovács Judit |
| Papó Vance          | Bo Hopkins               | Harsányi Gábor      |

### Magyar változat
- Magyar szöveg: Gáspár Bence
- Hangmérnök: Kiss István
- Vágó: Simkóné Varga Erzsébet
- Szinkronrendező: Majoros Eszter
- Produkciós vezető: Madar Zoltán

A szinkront a Mafilm Audio Kft. készítette el.

## A film készítése
Az Imagine Entertainment egy 2017 áprilisi árverésen szerezte meg a memoár jogait, majd Ron Howard úgy döntött, hogy megrendezi a filmet. Vanessa Taylor 2018 februárjában kezdte el a memoár forgatókönyvvé történő feldolgozását. 2018 márciusában Howardot az Ohio állambeli Corning közelében lévő Buckingham szénbányában látták, ahol Perry megyében lehetséges helyszíneket keresett. 2018 októberében és 2019 márciusában Howardot az ohiói Middletownban látták, ahol ismét forgatási helyszíneket keresett.
2019 januárjában a Netflix megszerezte a film jogait, miután 45 millió dolláros ajánlatot tett a projektre. Glenn Close, Amy Adams, Gabriel Basso és Haley Bennett áprilisban csatlakozott a stábhoz. 2019 júniusában Freida Pinto, Bo Hopkins és Owen Asztalos is csatlakozott a szereplők köreihez.
A forgatás 2019. június 12-én kezdődött a Georgia állambeli Atlantában, és 43 napos forgatás után 2019. augusztus 8-án fejeződött be az Ohio állambeli Middletownban. A forgatás néhány napig a könyv helyszínén, az ohiói Middletownban zajlott, bár a felvételek elkészítésének nagy része Atlantában, Claytonban és Maconban (Georgia) történt, az „IVAN” fedőnevet használva. A film zenéjét Hans Zimmer és David Fleming szerezte.
2020 januárjában a film már az utómunkálatoknál tartott.

## Bemutató
A Vidéki ballada az amerikai álomról 2020. november 11-én kezdte meg korlátozott számú mozibemutatóját az Amerikai Egyesült Államokban, majd november 24-től a Netflixen is elérhetővé vált.
Az első napon a legnézettebb film volt az oldalon, majd a harmadik helyen végzett a debütáló hétvégén. A nézettsége 2024-ben megnövekedett, miután Donald Trump Vance-t választotta alelnökjelöltjének.